# Dompierre-sur-Héry
Dompierre-sur-Héry ist eine Ortschaft und eine ehemalige französische Gemeinde mit 72 Einwohnern (Stand: 1. Januar 2022) im Département Nièvre in der Region Bourgogne-Franche-Comté.
Mit Wirkung vom 1. Januar 2016 wurden die bisherigen Gemeinden Beaulieu, Dompierre-sur-Héry und Michaugues zu einer namensgleichen Commune nouvelle mit dem Namen Beaulieu zusammengeschlossen und verfügen in der neuen Gemeinde über den Status einer Commune déléguée. Der Verwaltungssitz befindet sich im Ort Beaulieu.

## Lage
Nachbarorte sind Michaugues im Nordwesten, Moraches im Norden, Héry im Nordosten, Guipy im Südosten, Neuilly im Süden und Beaulieu im Südwesten.

## Bevölkerungsentwicklung
| Jahr      | 1962 | 1968 | 1975 | 1982 | 1990 | 1999 | 2008 | 2015 |
| --------- | ---- | ---- | ---- | ---- | ---- | ---- | ---- | ---- |
| Einwohner | 133  | 102  | 95   | 76   | 61   | 66   | 75   | 80   |

## Geschichte
Als das Nivernais vom 9. Jahrhundert bis 1790 eine eigene Provinz war, hieß die Siedlung Dompiarre. Sie wurde zu einer eigenständigen Gemeinde mit einer Gesamtfläche von 6,11 Quadratkilometern.